# Бекереліт
Бекерелі́т (рос. беккерелит; англ. becquerelite; нім. Becquerelith m) — мінерал, водний оксид урану.

## Загальний опис
Хімічна формула: Са(UO2)6O4 (OH)6х8H2O. Са заміщується Ba i K.
Містить (%): UO3 — 90,49; H2O — 9,51. Са або Ba i K — домішки. Сингонія ромбічна. Спайність довершена.
Колір темний, бурштиново-жовтий до безбарвного.
Риска жовта.
Твердість 2—3.
Густина 5,2.
Блиск алмазний до жирного. Прозорий.
Знайдений у Заїрі разом з англезитом, содіїтом, іантинітом, кюритом, скупітом та ін урановими мінералами.
Утворюється в результаті радіоактивного розпаду уранініту та іантиніту.
Розрізняють також бекереліт свинцевий — мінерал бієтит (бійєтит) з Катанги (Конго-Кіншаса), в якому замість барію помилково визначений свинець.